# 杉原站

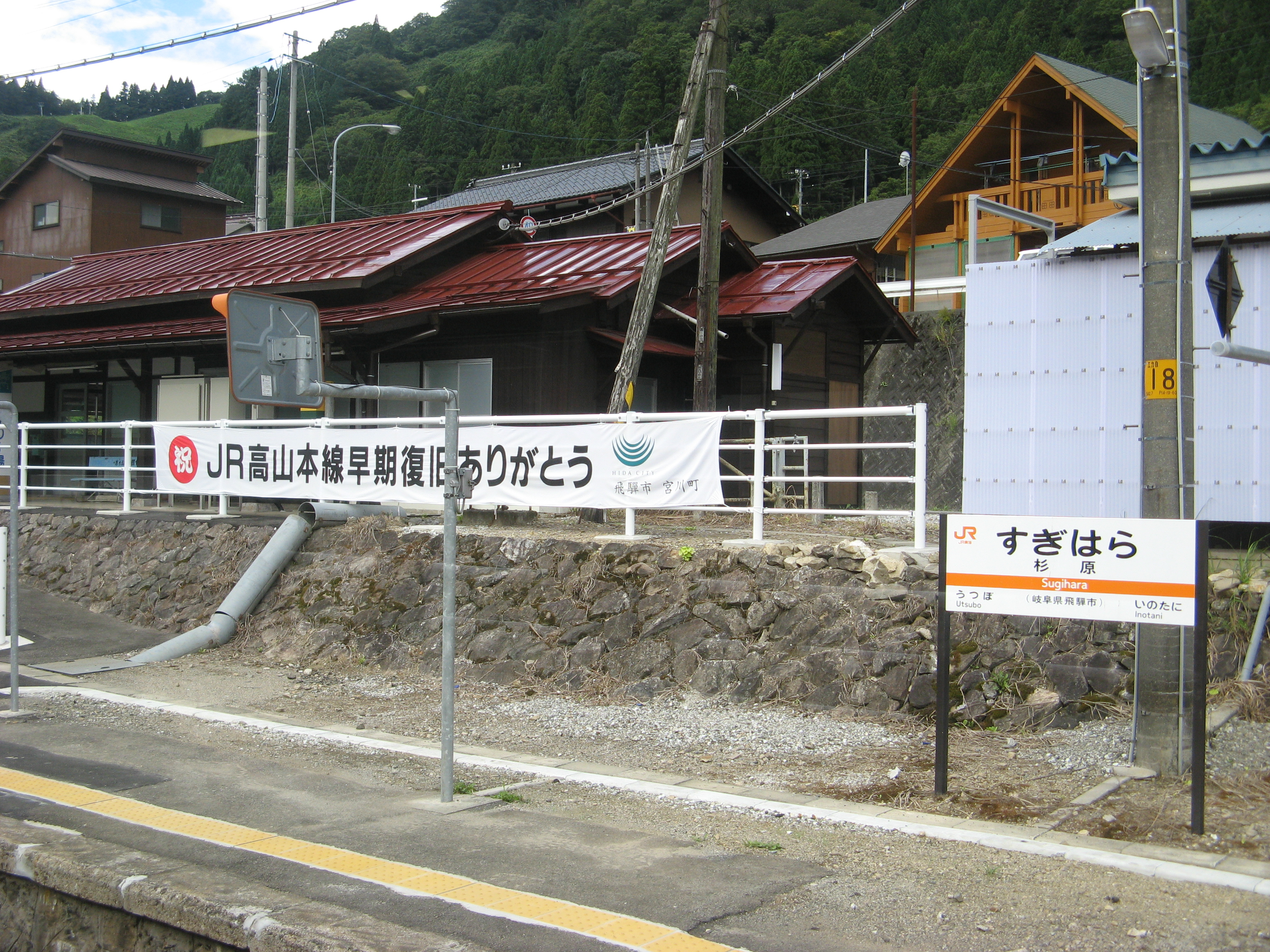
2004年颱風蝎虎吹襲後，路線重開後的感謝橫幅（2007年9月）

杉原站（日语：／ Sugihara eki */?）是位於岐阜縣飛驒市宮川町杉原，東海旅客鐵道（JR東海）的高山本線車站。
在2006年（平成18年）神岡鐵道神岡線廢止後，此站成為岐阜縣最北車站。此站也是JR東海管轄車站內最北車站。

## 歷史
- 1932年8月20日：國有鐵道飛越線豬谷站至此站之間開通，此站啟用。為一般車站。
- 1933年11月12日：此站至坂上站之間開通[3]。
- 1934年11月12日：岐阜站至富山站全線開通，整段改名為高山本線。
- 1973年4月20日：終止貨物起卸業務。
- 1984年2月1日：終止行李起卸業務。
- 1985年6月1日：降為無人車站。
- 1987年4月1日：隨國鐵分割民營化，車站由東海旅客鐵道（JR東海）營運。

## 車站構造
車站是一座地面車站，設有2面2線相對式月台，可進行列車交會。車站西邊為1號下行月台（豬谷方向），東邊為2號上行月台（高山站）。
車站大樓比月台較高。此站是由高山站管理的無人車站。
在1990年前，急行「乘鞍」曾經營運時期。為了方便冬季滑雪乘客，部分「乘鞍」列車會臨時停站。隨後，隨著升級至特急「飛驒」，2003年2月前部分特急「飛驒」列車會臨時停站。

### 月台
| 月台 | 路線     | 上下行 | 方向           |
| ---- | -------- | ------ | -------------- |
| 1    | 高山本線 | 下行   | 富山方向       |
| 2    | 高山本線 | 上行   | 高山、下呂方向 |

## 車站周邊
- 國道360號（日语：国道360号）（舊道） - 現時國道位於宮川對面岸。
- 唐堀山（海拔：1,160米）
- 飛驒漫畫王國（日语：飛騨まんが王国）
- 舊白木峰滑雪場（在2011年結業後，溫雪道仍然存在）

## 相鄰車站
東海旅客鐵道（JR東海）
 高山本線
打保－杉原－豬谷

## 注腳
1. ↑  JR東海移動等便利化取組報告書
2. ↑  在2006年該線廢止前，飛驒中山站是岐阜縣最北車站。
3. ↑  日本《官報》第2054號「鐵道省告示第514號」，1933年11月4日：第65頁。
4. ↑  《JR時刻表》（編集、發行　弘濟出版社）2002年12月號，p.116（特急「飛驒」的時間表）中記載了臨時停車。在2004年1月號，沒有記載臨時停車。
5. 1 2  採用車站時間表的方向資訊。詳情參見JR東海官方網站的各站時間表 （页面存档备份，存于）（截至2015年1月）。